# Nakanoto
Nakanoto (japanska: 中能登町?, Nakanoto-machi) är en landskommun (köping) i Ishikawa prefektur i Japan. 